# 嵐璃寛 (4代目)
四代目 嵐璃寛（よだいめ あらし りかん、天保8年〈1837年〉 - 明治27年〈1894年〉5月21日）とは、幕末から明治にかけての上方の歌舞伎役者。屋号は葉村屋、定紋は三つ橘。本名淺川 璃寛（あさかわ りかん）。

## 来歴
三代目嵐璃寛の子として大坂に生まれる。弘化3年（1846年）7月、二代目嵐和三郎として初舞台。父とともに上方や江戸で活躍し、万延元年（1860年）2月に大阪筑後芝居で四代目嵐徳三郎を襲名。若手人気役者となり、その人気は徳三郎に恋焦がれるあまり死んだ娘の死水を、徳三郎が自ら取るという話が出るほどだった。明治元年（1868年）9月、大阪筑後芝居で四代目嵐璃寛を襲名する。中村宗十郎、初代實川延若と初代中村鴈治郎、十一代目片岡仁左衛門とをつなぐ時期に活躍した。享年58。
当り役は『芦屋道満大内鑑』の葛の葉、『和田合戦女舞鶴』の板額など。立役、女形の別なく様々な役をこなした。少年期に名古屋に住んでいた坪内逍遥は四代目璃寛のことを『少年時に観た歌舞伎の追憶』に記しており、それによれば「頑丈作りの、首が突込んだ、肩幅の廣い、目と目の間が上方式にやゝ廣い、目尻の釣つた」容貌で、せりふは「黙阿彌物を演じても、大時代で絞り出すやうな風に間延びに言ふ」、芸風は「ねばり気味の上方役者の中でも璃寛はねばり気の多い」という一方、「落着きもあり、深みも重みもあつて、堅實といふ感じには富んだ役者であつた」と評している。養子に五代目嵐璃寛、弟子に嵐巌笑がいる。